# Gõ đỏ
Gõ đỏ, các tên gọi khác như hổ bì, cà te (danh pháp hai phần: Afzelia xylocarpa), là loài thực vật thuộc họ Đậu, mọc tại một số nước Đông Nam Á như: Thái Lan, Việt Nam, Campuchia, Lào và Myanmar.

## Đặc điểm
Cây gỗ lớn, vỏ màu xám trắng, sần sùi nhiều. Phân cành thấp. Lá kép lông chim chẵn, phiến lá chét hình trái xoan, đầu có mũi lồi tù, đuôi gần tròn. Hoa tự hình chùm, hoa lưỡng tính, tràng hoa màu trắng, có 1 cánh, hình tròn có móng dài. Quả đậu hình bao kính. Vỏ quả khi chín hoá gỗ màu đen. Hạt hình trụ có cạnh, vỏ hạt cứng màu đen, dây rốn cứng màu vàng nhạt.
Cây sinh trưởng chậm, ưa sáng, phân bố trong rừng thường xanh hoặc rừng nửa rụng lá, mọc trên đất bằng hoặc sườn thoát nước, tầng đất sâu, thành phần cơ giới của đất trung bình.

## Hình ảnh

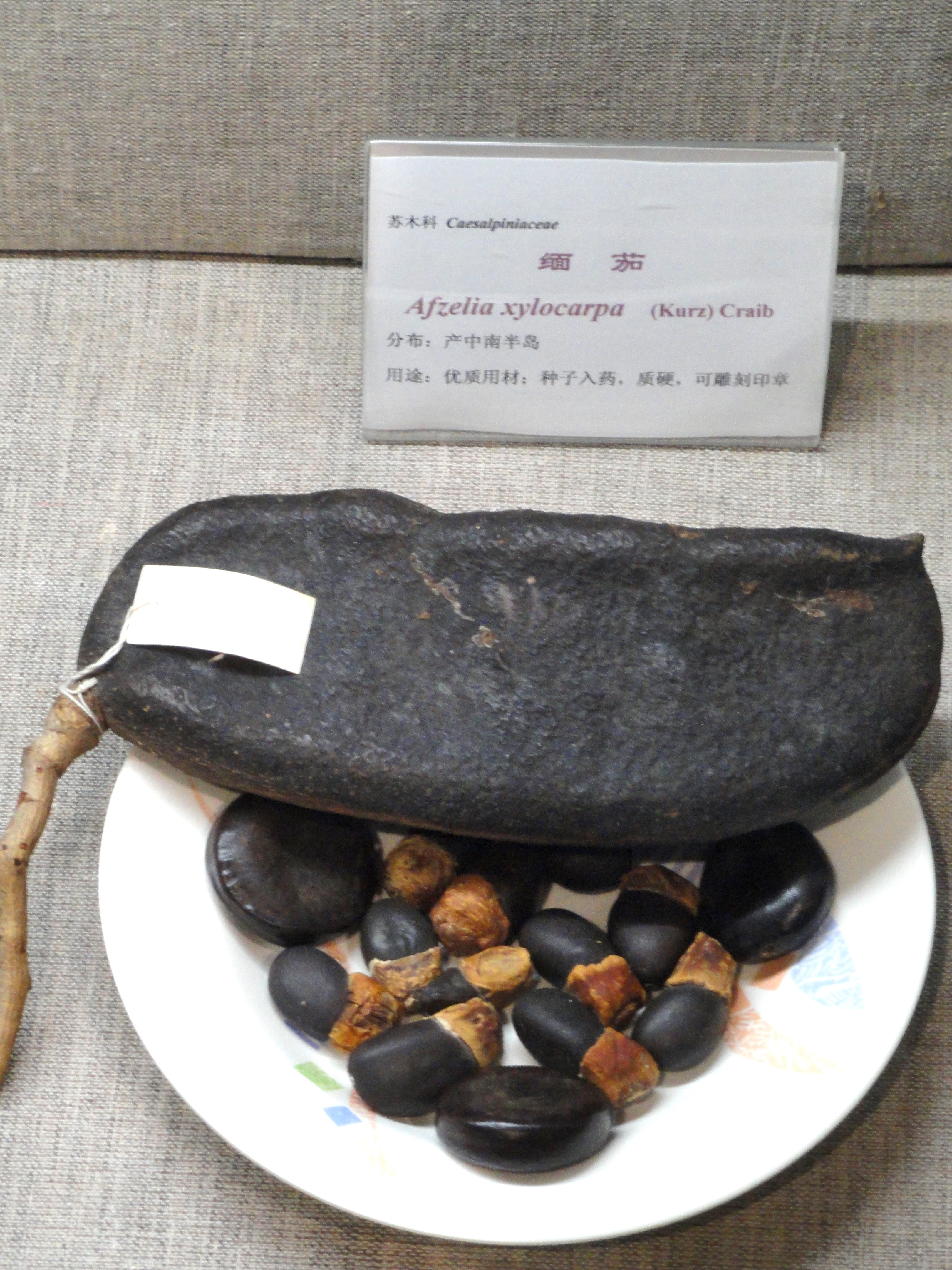
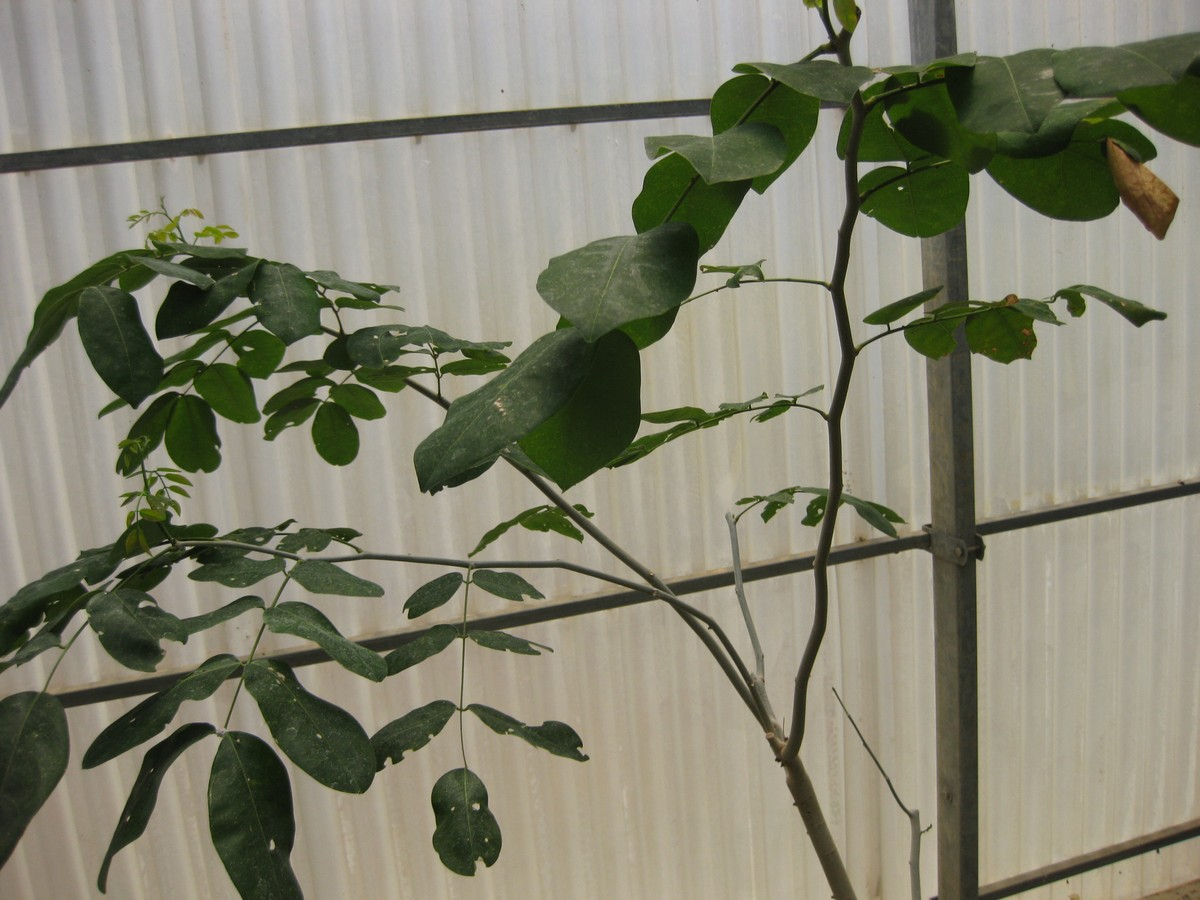
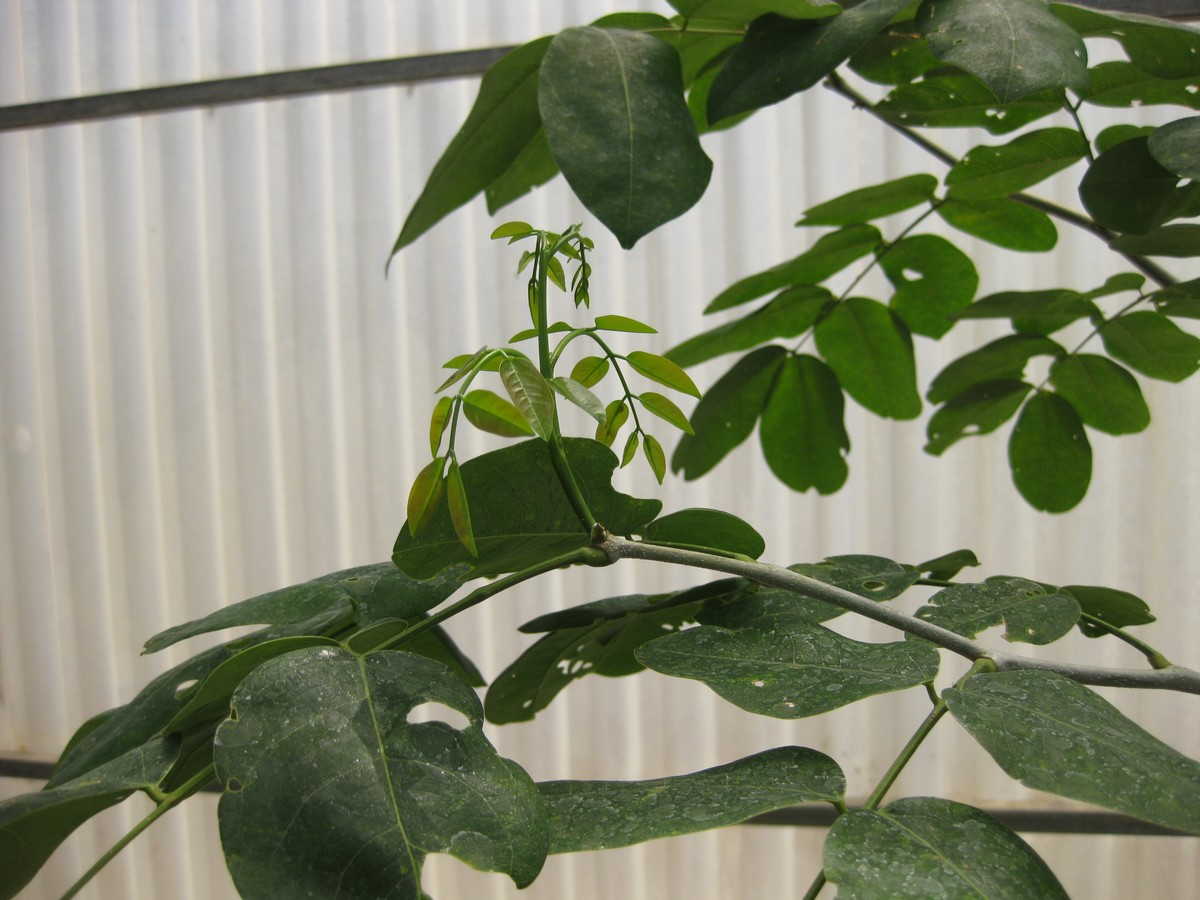
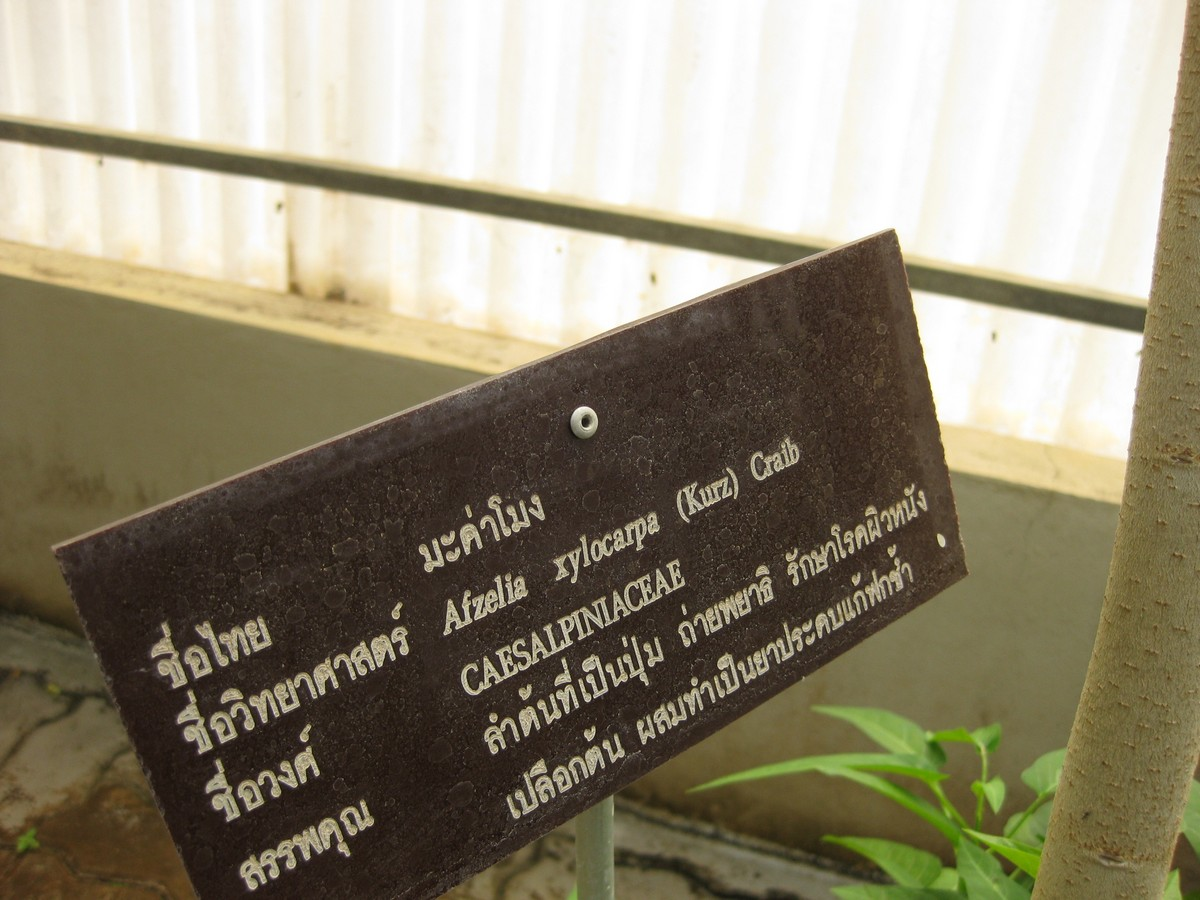

## Sử dụng
Lấy gỗ, nghiên cứu khoa học, CDM.